# Chacabuco (provins)
Provincia de Chacabuco är en provins i Chile och ligger i norra delen av Region Metropolitana de Santiago och har som huvudstad Colina.
Provinsen består av tre kommuner:
- Colina
- Lampa
- Tiltil